# Rocinante

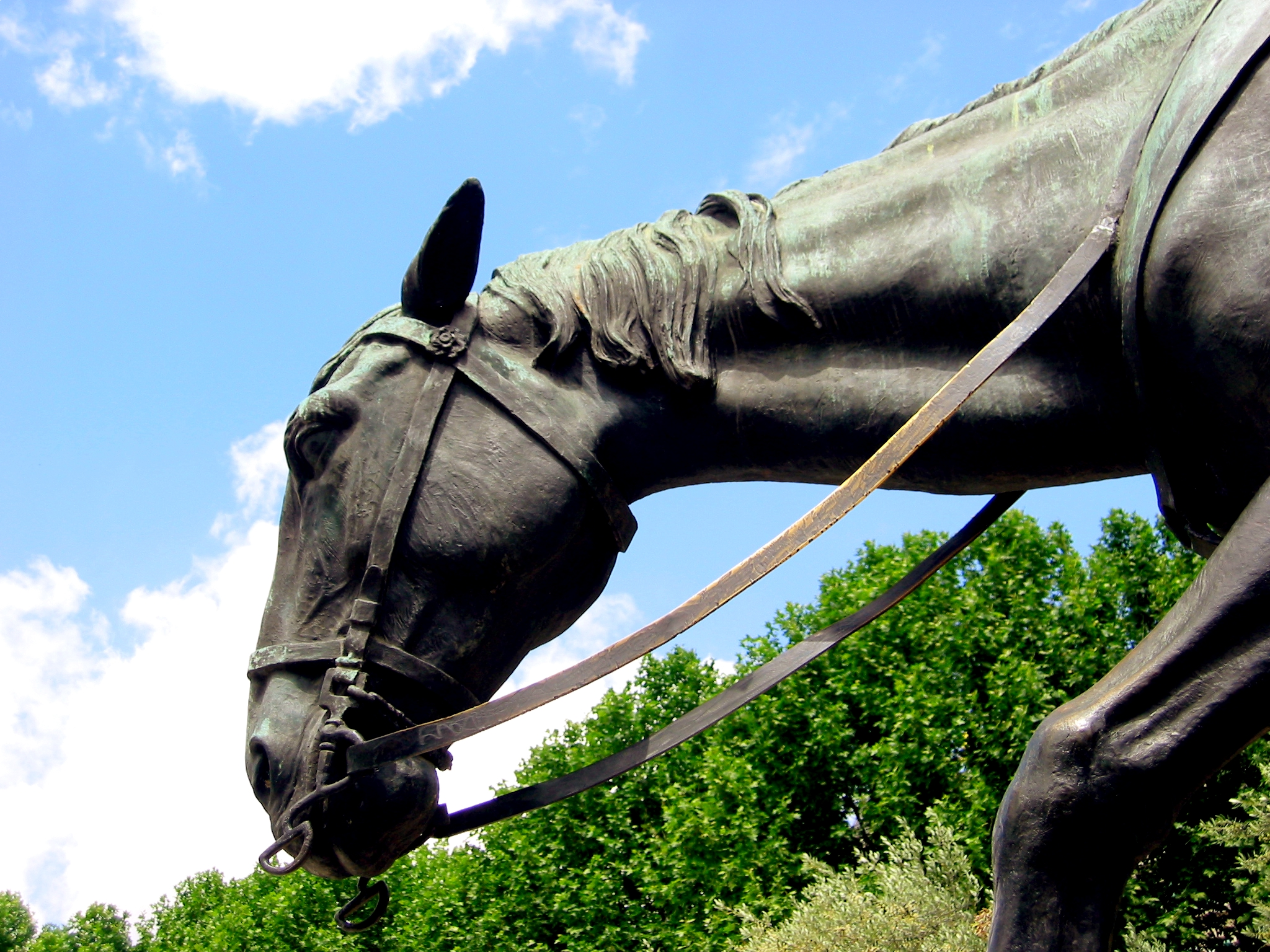
Rocinante. Detail Cervantesova pomníku v Madridu

Rocinante, v českých překladech také Rozinante/Rozinant/Rozinanta (vše vyd. Josef Pečírka 1864), Rocinant (1866), Rocinante (E. Drobílek 1914), Rosinant/Rosinanta (J. V. Flos 1937), Rocinante/Rocinant (Zdeněk Šmíd 1955), (ten) Rocinante (František Tichý, 1978) je jméno koně Dona Quiota z románu Důmyslný rytíř Don Quijote de la Mancha, jehož autorem je Miguel de Cervantes y Saavedra.
Výraz rocín označuje ve španělštině nekvalitního koně, herku, ale také nevzdělaného či hrubého člověka. Podobné výrazy existují i v portugalštině (rossim), ve francouzštině (roussin; rosse) a v italštině (ronzino).
Etymologie tohoto jména je sice nejasná, je však zřejmé, že se jedná o slovní hříčku. Přípona ante znamená ve španělštině napřed nebo dříve, ale překládá se také jako před. Nicméně má i příslovečnou funkci, takže vyjadřuje chování odpovídající výrazu rocín. Cervantes si tím vytvořil základ pro celou řadu dvojsmyslných narážek, jimiž je celý román prošpikován.

## Další použití v literatuře
- Jménem Rocinante pokřtil americký spisovatel John Steinbeck svůj kempinkový vůz, s nímž doprovázen svým psem projížděl Spojené státy, což zaznamenal v cestopisu Toulky s Charleym.
- Rocinante je jméno marťanské vesmírné lodi z knižní série Expanze od spisovatele James S. A. Correy